# هیمالیا (فیلم)
هیمالیا (به نپالی: हिमालय) نام یک فیلم ماجراجویی نپالی به کارگردانی اریک والی است. این فیلم در سال ۱۹۹۹ و با سرمایهٔ شرکت‌های فرانسوی ساخته شده‌است. هیمالیا در سال ۲۰۰۰ به‌عنوان نخستین فیلم نپالی نامزد جایزهٔ اسکار بهترین فیلم خارجی شد. هیمالیا به زندگی و آداب و رسوم مردم فلات تَبَّت می‌پردازد.
فیلم‌برداری هیمالیا با شرکت نابازیگران روستایی به مدت بیش از نُه ماه در مناطق سخت‌گذر کوهستانی انجام گرفت. اریک والی، کارگردان این فیلم، از سال ۱۹۸۳ به مدت بیست سال در نپال زندگی کرده و با شیوهٔ زندگی مردم این منطقه آشنایی زیادی دارد. بسیاری از عکس‌های او که از طبیعت این مناطق گرفته‌است، در مجله‌های معتبر نشنال جئوگرافیک، جئو، و لایف به چاپ رسیده‌اند.

## جایزه‌ها
- ۲۰۰۰: جایزه سزار بهترین فیلم‌برداری (اریک گیشار)
- ۲۰۰۰: جایزهٔ سزار بهترین موسیقی (برونو کولیز)
- ۲۰۰۰: جایزهٔ تماشاگران جشنواره فیلم کوتاه کانبرا (اریک والی)
- ۱۹۹۹: جایزهٔ ممتاز جشنواره فیلم فلاندر (اریک والی)
- ۱۹۹۹: جایزهٔ تماشاگران جشنواره فیلم فلاندر (برونو کولیز)
- ۱۹۹۹: تجلیل ویژهٔ جشنوارهٔ فیلم فلاندر (برونو کولیز)[۳]